# St. Margareta (Münster)

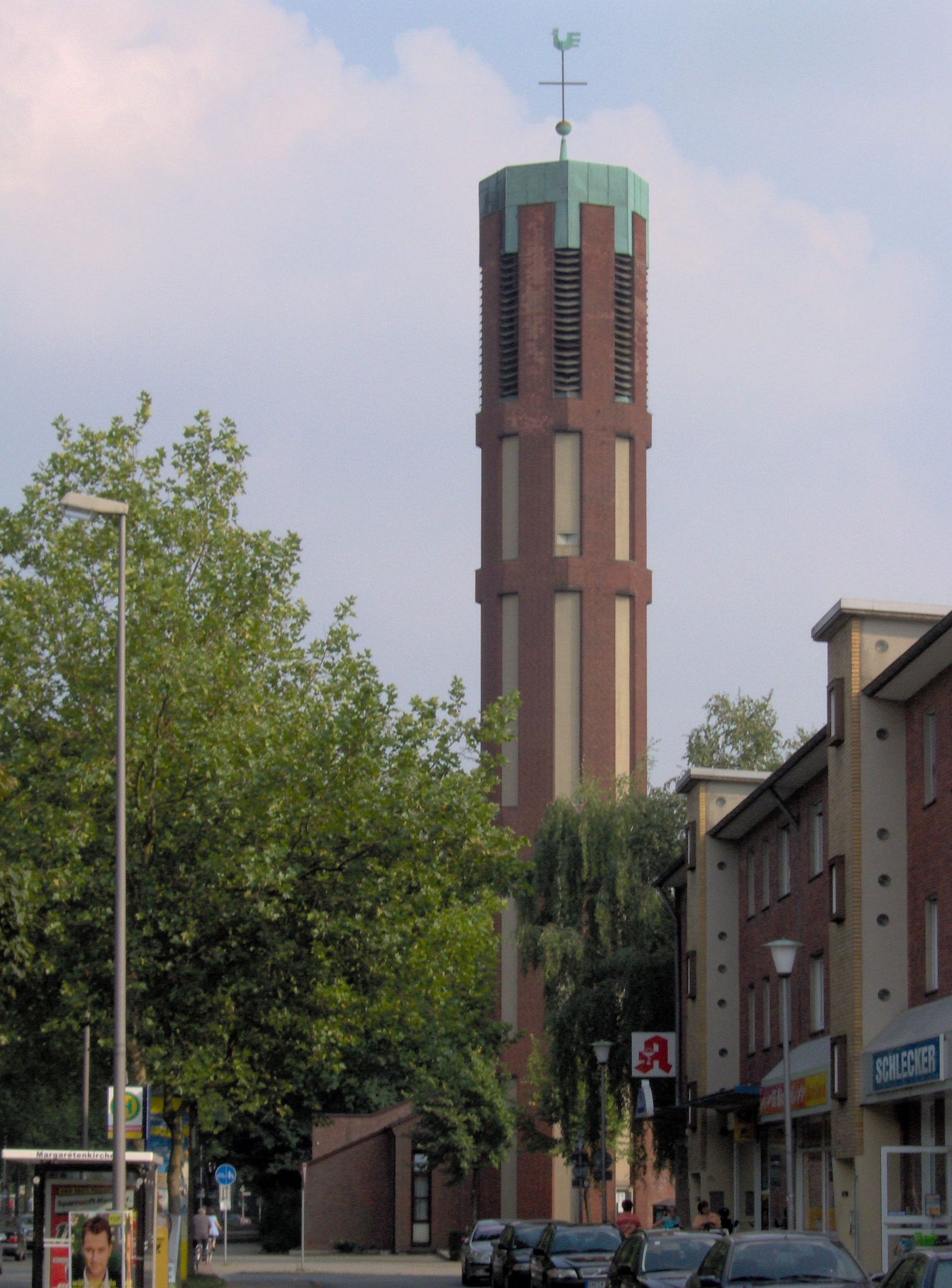
Turm der Kirche St. Margareta (Münster)

Die Kirche St. Margareta ist ein katholisches Kirchengebäude in Münster. Sie liegt im Südosten Münsters, außerhalb des Stadtringes, jenseits des Dortmund-Ems-Kanals an der Wolbecker Straße.

## Geschichte
Die Planung für den Bau der Kirche St. Margareta begannen im Jahre 1959. In diesem Jahr wurde ein Teil des Pfarrgebietes der Pfarrgemeinde Herz-Jesu, östlich des Kanals gelegen, abgepfarrt und zu einer selbstständigen Pfarrgemeinde unter dem Patrozinium St. Margareta erhoben. Nach dem Zweiten Weltkrieg war die Zahl der Katholiken auf diesem Gebiet, welches bis 1959 den Status eines Rektorates der Herz-Jesu-Pfarre hatte, auf über 4.000 Personen angestiegen. Eine 1955 errichtete Notkirche an der Mondstraße reichte als Kirchenraum nicht mehr aus.
Im November 1961 wurde der Grundstein für die neue Kirche gelegt. Am 3. Mai 1963 wurde die Kirche durch Bischof Joseph Höffner eingeweiht. Erst im Jahre 1964 wurde der vorgelagerte Turm fertiggestellt. 
Der Kirchenbau wurde nach Plänen der Architekten Eberhard Michael Kleffner und Christa Kleffner-Dirxen erbaut. Da der Kirchbau und die nachfolgende Innenausstattung in die Zeit des Zweiten Vatikanischen Konzils fielen, ist gerade der Kirchbau deutlich von den Konzilsvorstellungen geprägt: Er ist in Herzform angelegt. In der „Herzspitze“ ist der Altar aufgestellt, umgeben von den Sitzbänken für die um den Altar versammelte Gemeinde. Die Kirche ist etwa 32 m lang, 31 m breit und hat 450 Sitzplätze.
Im Juli 2025 wurde die Kirche vorläufig geschlossen, nachdem ein Statiker bei Untersuchungen der Dachkonstruktion eine potentielle Reduzierung der Tragfähigkeit festgestellt hat.

## Ausstattung
Die Ausstattung der Kirche oblag weitgehend dem Bildhauer Eberhard Hellinge (Enger). Die Buntverglasung wurde in den Jahren 1969–1970 von dem Glasmaler Robert Köck (Mainz) geschaffen. Der Kreuzweg wurde im Jahre 1965 von der Künstlerin Hildegard Wüstefeld (Münster-Angelmodde) geschaffen; er sollte eigentlich in einem Kloster in Dachau aufgestellt werden. 
Die Orgel wurde 1960 von der Orgelbaufirma Franz Breil (Dorsten) erbaut. Das Instrument stand zunächst im Priesterseminar Münster und wurde 1975 von der Gemeinde übernommen. Das Schleifladen-Instrument hat 12 Register auf zwei Manualen (Hauptwerk, C–g3: Rohrflöte 8′, Prinzipal 4′, Gemshorn 2′, Mixtur IV 1 1⁄3′; Brustwerk, C–g3: Gedackt 8′, Blockflöte 4′, Prinzipal 2′, Sifflöte 1 1⁄3′, Schalmey 8′, Tremulant) und Pedal (C–f1: Subbass 16′, Oktavbass 8′, Quintade 4′). Die Trakturen sind mechanisch.

### Glocken
1966 wurden vier Glocken aus der Gießerei Monasterium Eijsbouts im Turm der Kirche aufgehängt. Sie wurden am 8. März gegossen und am 20. März durch Dechant Ludwig geweiht. Die beiden Glocken der Notkirche an der Mondstraße wurden bis zur Glockenweihe weitergenutzt und im Anschluss samt Turm an die inzwischen profanierte Versöhnungskirche im Kreuzviertel verlegt.
| Glocke | Name      | Gussjahr | Gießer                | Masse   | Schlagton |
| ------ | --------- | -------- | --------------------- | ------- | --------- |
| 1      | Margareta | 1966     | Monasterium Eijsbouts | 1000 kg | e′        |
| 2      | Petrus    | 1966     | Monasterium Eijsbouts | 560 kg  | g′        |
| 3      | Paulus    | 1966     | Monasterium Eijsbouts | 380 kg  | a′        |
| 4      | Maria     | 1966     | Monasterium Eijsbouts | 220 kg  | c′′       |